# 噶喇藏·隆日降错
噶喇藏·隆日降错（1911年4月10日—1965年8月1日），男，蒙古族，内蒙古科尔沁左翼后旗阿都沁努图克都楞营子人，中国藏传佛教僧人，中国佛教协会原副会长。

## 生平
他早年在都楞营子念小学。10岁时，他被阜新巴达旺庙（大固本八大王庙）按藏传佛教仪轨认定为该庙葛根（活佛）。13岁时，他到青海塔尔寺拜土观呼图克图为经师。15岁时，他到甘肃拉卜楞寺，此后在该寺学习8年。学习期间，1933年他22岁时曾到北京朝拜九世班禅，获九世班禅赐呼图克图称号。
1935年，他获得堪布号后回本寺任住持，并办喇嘛学校。1941年，任满洲国锦州省喇嘛宗教团教务所长。1944年，他被迫到阜新煤矿当喇嘛勤劳奉仕队队长，受到折磨。
1946年4月21日，中共辽北六地委决定阜新、彰武两县党政机关合并，成立阜(新)彰(武)县委和“阜(新)彰(武)土(默特左旗)苏(鲁克)县旗联合政府”，在平安地组建了蒙古族武装阜新县蒙民大队，大队长王保山（额日敦尼），副大队长骆长胜（骆成全），旧庙区委书记马广基兼任政委，到6月中旬发展到200多人。1946年7月，中共阜彰县委派当地蒙古族干部白遇阳到八大王庙向噶喇藏宣传中共民族政策和宗教政策，动员他跟八路军搞民族自治。噶喇藏毅然以北上探亲为名到解放区参加革命，离开活佛府邸，投奔“阜(新)彰(武)土(默特左旗)苏(鲁克)县旗联合政府”所在地哈尔套，受到阜彰土苏县旗联合政府县长张昌、旗长包忠爱热烈欢迎。随后跟随阜新县蒙民大队转战，为扩大地方武装，争取宗教界上层人物发挥了重要作用。1946年10月末，中共辽吉省委书记陶铸在奈曼旗大沁塔拉召开的座谈会上，称他是个“好活佛”。会后，1946年11月8日陶铸接见噶喇藏，说噶喇藏穿袈裟比穿军装对革命的贡献更达，勉励他将革命进行到底，将他带到白城子，并致信内蒙古自治运动联合会东蒙古总分会，以妥善安排他。1946年冬，到乌兰浩特，受到内蒙古自治运动联合会领导乌兰夫、王再天、哈丰阿等接见，被安排任内蒙古自治运动联合会东蒙古总分会顾问。后来他又任内蒙古自治政府一等参事。1948年秋，他在乌兰浩特创办喇嘛医务学校，培养蒙医蒙药人才。1948年秋，他应呼伦贝尔盟新巴尔虎左旗甘珠尔庙邀请，任该庙住持。在该庙任住持期间，他取得政府帮助以解决寺庙实际困难，并对寺庙各项制度建设做出很大贡献。
抗美援朝运动中，他带头捐献财物，支援抗美援朝。1952年，被选为中国佛教协会副会长、中央人民政府民族事务委员会委员。1954年，他作为佛教界代表参加访问西藏的中央访问团。在拉萨，他参拜了扎什伦布寺，朝拜了班禅和达赖。此后，根据历史形成的雍和宫住持由西藏委派格西喇嘛担任的惯例，经中央人民政府民族事务委员会副主任汪锋提议，达赖批准委任他为雍和官住持。1954年，他当选第一届全国人大代表。9月，他出席第一届全国人大第一次会议讨论宪法草案，期间并发言。1956年8月9日，达赖的委任文件被中华人民共和国民族事务委员会上报中共中央办公厅、中共中央统战部和国务院副总理陈毅备案。9月，他到雍和宫就任。他是中华人民共和国成立后，雍和宫第一任正式住持。
他在雍和宫建立了民主管理制度，健全了文物管理和财务管理制度，规定了参观开放制度，并在雍和宫设立招待所以服务来北京看病的牧民。他还出访了蒙古、缅甸、尼泊尔、印度等国。
他是第一、二、三届全国人大代表，全国人大民族委员会委员，中国佛教协会副会长。
1965年8月1日，他因病圆寂，寿数54岁。